# Inorganic Chemistry
Inorganic Chemistry (nach ISO 4 abgekürzt Inorg. Chem.) ist eine Peer-Review-Fachzeitschrift, die seit 1962 von der American Chemical Society herausgegeben wird.
Die zweiwöchentliche Veröffentlichung von Originalartikeln umfasst alle Gebiete der Anorganischen Chemie, wobei das Hauptaugenmerk auf die Grundlagenforschung zur Synthese und Strukturaufklärung sowie zu thermodynamischen Eigenschaften, Reaktivität, Spektroskopie und der Aufklärung von Bindungseigenschaften gelegt wird. Die Artikel behandeln hierbei theoretische und praktische Arbeiten zu neuen oder in der aktuellen Forschung interessanten Verbindungen zu folgenden Themengebieten:
- Strukturchemie
- Thermodynamik
- Kinetik
- anorganische Reaktionsmechanismen
- Bioanorganische Chemie
- Organometallchemie
- Aufklärung der chemischen Bindung

Der Impact Factor lag im Jahr 2019 bei 4,825. Nach der Statistik des ISI Web of Knowledge wird das Journal mit diesem Impact Factor in der Kategorie anorganische und Kernchemie an vierter Stelle von 45 Zeitschriften geführt.
Mit Stand vom Juni 2025 ist Stefanie Dehnen vom Karlsruher Institut für Technologie Chefredakteurin von Inorganic Chemistry.